# NGC 6452
NGC 6452 (другие обозначения — ZWG 112.43, PGC 60876) — галактика в созвездии Геркулес.
Этот объект входит в число перечисленных в оригинальной редакции «Нового общего каталога».